# Zbór Ewangelickiego Kościoła Czeskobraterskiego Augsburskiego Wyznania w Czeskim Cieszynie
Zbór Ewangelickiego Kościoła Czeskobraterskiego Augsburskiego Wyznania w Czeskim Cieszynie – zbór (parafia) ewangelicka w Czeskim Cieszynie, należąca do senioratu morawskośląskiego Ewangelickiego Kościoła Czeskobraterskiego, w kraju morawsko-śląskim, w Czechach. W swojej nazwie ma wyszczególnione wyznanie augsburskie, ze względu na silne luterańskie wpływy. Należy do największych zborów w Kościele. Posiada stacje kaznodziejskie w Ropicy i Ligocie Alodialnej. Kazania głoszone są w językach czeskim i polskim.
Po powstaniu miasta Czeski Cieszyn w 1920 powstał tu niewielki zbór Ewangelickiego Kościoła Czeskobraterskiego. W 1926 architekt Edward David zaprojektował dla niego kościół, wybudowany na ul. Frydeckiej w latach 1928-1929. Po drugiej wojnie światowej zbór ten otrzymał od władz czechosłowackich budynek kościoła „Na Rozwoju“ (należący przed wojną do Niemieckiego Kościoła Ewangelickiego w Czechach, na Morawach i na Śląsku), natomiast kościół na ul. Frydeckiej jest obecnie użytkowany przez Kościół Braterski.